# کیرچ (دهانه)
کیرچ یک دهانه برخوردی در ماه‌ است.

## دهانه‌های اقماری
این دهانه ۶ دهانه اقماری دارد.
| Kirch | عرض جغرافیایی | طول جغرافیایی | قطر         |
| ----- | ------------- | ------------- | ----------- |
| E     | ۳۶.۵° N       | ۶.۹° W        | ۳.۰ کیلومتر |
| G     | ۳۷.۴° N       | ۸.۱° W        | ۳.۰ کیلومتر |
| F     | ۳۸.۰° N       | ۶.۰° W        | ۴.۰ کیلومتر |
| H     | ۳۹.۰° N       | ۷.۰° W        | ۳.۰ کیلومتر |
| K     | ۳۹.۲° N       | ۴.۰° W        | ۳.۰ کیلومتر |
| M     | ۳۹.۵° N       | ۹.۹° W        | ۳.۰ کیلومتر |